# São Lourenço do Sul
São Lourenço do Sul est une ville brésilienne du Sud-Est de l'État du Rio Grande do Sul, faisant partie de la microrégion de Pelotas et située à 195 km au sud-ouest de Porto Alegre, capitale de l'État. Elle se situe à une latitude de 31° 21′ 56″ sud et à une longitude de 51° 58′ 43″ ouest, à 26 m d'altitude. Sa population était estimée à 42 339 en 2007, pour une superficie de 2 036 km2. L'accès s'y fait par les BR-116 et RS-265.
São Lourenço do Sul est située au bord de la Lagoa dos Patos.
Elle ne fut officiellement municipalité que le 31 mars 1938.
Le premier nom de la commune fut Boqueirão. En 1842, elle fut le théâtre d'une bataille importante de la Révolution Farroupilha, entre les forces monarchistes et les troupes farrapos de la révolution, voyant la victoire de ces dernières.
La région fut peuplée par des colons allemands et portugais, les premiers se dédiant à l'agriculture et les seconds au commerce.
L'économie y est essentiellement développée autour de l'agriculture et de l'élevage : porcs, bovins, produits laitiers, maïs, haricots, soja, riz, pommes de terre, oignons, tabac, asperges, piment, ail et arachides.

## Villes voisines
- Cristal
- Camaquã
- Turuçu
- Pelotas
- Canguçu